# Beohari
Beohari é uma cidade e uma nagar panchayat no distrito de Shahdol, no estado indiano de Madhya Pradesh.

## Geografia
Beohari está localizada a 24° 03′ N, 81° 23′ L. Tem uma altitude média de 338 metros (1108 pés).

## Demografia
Segundo o censo de 2001, Beohari tinha uma população de 20 013 habitantes. Os indivíduos do sexo masculino constituem 53% da população e os do sexo feminino 47%. Beohari tem uma taxa de literacia de 64%, superior à média nacional de 59,5%; com 60% para o sexo masculino e 40% para o sexo feminino. 15% da população está abaixo dos 6 anos de idade.